# Dodge Viper
Die Dodge Viper (auch Chrysler Viper und SRT Viper) ist ein Sportwagen des US-amerikanischen Herstellers Fiat Chrysler Automobiles (zeitweise auch Chrysler Corporation bzw. DaimlerChrysler), der zwischen 1992 und 2017 hergestellt wurde (keine Produktion von Anfang 2011 bis Ende 2012). Die Viper war lange Dodges leistungsstärkstes Modell, jedoch werden mittlerweile stärkere Versionen von Charger, Challenger und Durango unter der Bezeichnung Hellcat bzw. Demon angeboten. Es gab die Viper lange als Roadster und als Coupé, zum Schluss nur noch als Coupé.
Ursprünglich als Dodge Viper verkauft, wurde sie zeitweise (vor allem in Europa) auch unter dem Namen Chrysler Viper angeboten.
Die Ende 2012 eingeführte fünfte Generation wurde zeitweise als „SRT Viper“ der Marke Street and Racing Technology verkauft, bis SRT wieder eine reine Modellbezeichnung wurde.
Am 17. August 2017 wurde nach einem Produktionszeitraum von 25 Jahren die Herstellung der Viper eingestellt.

## Geschichte
Die Viper wurde ursprünglich Ende 1988 in den Advanced Design Studios von Chrysler entworfen. Im darauffolgenden Februar schlug der damalige Chrysler-Präsident Bob Lutz Tom Gale im Chrysler Design Center vor, dass das Unternehmen die Produktion einer modernen Shelby Cobra in Betracht ziehen sollte, und einige Monate später wurde Lutz ein Tonmodell präsentiert. Das von Metalcrafters aus Blech gefertigte Auto wurde 1989 auf der North American International Auto Show als Konzeptfahrzeug vorgestellt. Die Reaktionen der Öffentlichkeit waren so euphorisch, dass Chefingenieur Roy Sjoberg beauftragt wurde, das Fahrzeug zur Serienreife zu bringen. Der damalige Vorstandsvorsitzende von Chrysler, Lee Iacocca, verzögerte jedoch die Freigabe der 70 Millionen Dollar, die für die Produktion des Sportwagens benötigt wurden, mit der Begründung, dass diese Summe zu hoch sei, ohne dass ein finanzieller Gewinn garantiert werden könne.
Sjoberg wählte 85 Ingenieure für das „Team Viper“ aus, das im März 1989 mit der Entwicklung begann. Das Team bat die damalige Chrysler-Tochter Lamborghini, einen Prototyp eines Aluminiumblocks für den Sportwagen zu gießen, der im Mai verwendet werden sollte. Die Serienkarosserie wurde im Herbst 1989 fertiggestellt, ein Prototyp des Fahrwerks lief im Dezember. Obwohl zunächst ein V8-Motor im White Mule genannten Testfahrzeug verwendet wurde, war der V10-Motor, der im Serienfahrzeug zum Einsatz kommen sollte, im Februar 1990 fertig. Die offizielle Freigabe durch Iacocca erfolgte im Mai 1990. Ein Jahr später fuhr Carroll Shelby einen Vorserienwagen als Begleitfahrzeug beim Indianapolis 500-Rennen. Der ursprünglich dafür gedachte Dodge Stealth wurde von der Gewerkschaft United Auto Workers (UAW) abgelehnt, weil er in Japan und nicht in den USA hergestellt wurde. Im November 1991 wurde der Wagen zur Begutachtung freigegeben, bevor 1992 die ersten Auslieferungen begannen.

## Viper RT/10/Viper GTS (1992–2002)

### 1. Generation
Im Januar 1992 schließlich kam die Dodge Viper RT/10 (RT für Road and Track) als offener Roadster in die Verkaufsräume. Das geschlossene Coupé, Viper GTS genannt, folgte 1993 zunächst nur als Concept Car. Die Fahrleistungen machten das Auto interessant für Amateure und Profi-Rennfahrer.

#### Motor
Der ursprünglich auf dem Chrysler-LA-Motor (verbaut unter anderem im Dodge Ram) basierende Motor wurde von Chrysler mit Hilfe der damaligen Tochterfirma Lamborghini überarbeitet. Der Motorblock und die Zylinderköpfe wurden aus Aluminium gefertigt und die Leistung gesteigert. Der Motor verteilt seinen vergleichsweise großen Hubraum von acht Litern auf zehn Zylinder, was 1992 für Pkw eine Besonderheit war. Später gab es z. B. von Audi und Lamborghini ebenfalls Fahrzeuge mit V10-Motoren.
Der fertige Motor leistete 300 kW (408 PS) und erreichte ein maximales Drehmoment von 664 Nm.
Überarbeitete Versionen des Viper-Motors wurden in dem britischen Hochleistungssportwagen Bristol Fighter verwendet, der von 2004 bis 2009 in 14 Exemplaren entstand. Die Leistungsspanne im Fighter reichte von 385 bis 755 kW (525 bis 1027 PS).

#### Karosserie und Ausstattung
Die Karosserie wurde hauptsächlich aus GFK-Teilen und Aluminium gefertigt. Typisch für US-amerikanische Sportwagen ist die Bauweise der Viper: Motor vorne, Antrieb hinten. Dodge verzichtete bewusst auf klassenübliche elektronische Fahrassistenzsysteme wie ABS, ESP und Traktionskontrolle. Diese waren auch nicht gegen Aufpreis lieferbar. Es gab auch keine Airbags, um Gewicht zu sparen. Das abnehmbare Dach bestand aus Segeltuch, die Fenster waren aus Vinyl und ließen sich mit Reißverschlüssen (später mit Acryl-Schiebefenstern) öffnen und schließen. Trotz dieser fehlenden Ausstattung verfügte das Auto über einige Merkmale, die es als Alltagsauto verwendbar machen sollten, wie z. B. manuell verstellbare Sitze mit Lendenwirbelstütze, eine AM/FM-Stereoanlage, eine optionale Klimaanlage ab 1993, eine Uhr und Teppichboden. Ein charakteristisches Merkmal der ersten Viper RT/10-Modelle sind außerdem die besonderen Dreispeichen-Felgen.

#### Sonstiges
Die Viper erreicht eine Höchstgeschwindigkeit von 264 km/h, geübte Fahrer können die klassische Viertelmeile in 12,9 Sekunden absolvieren.
Unter anderem wegen des Fehlens der Traktionskontrolle und des ESP ist die Viper vor allem bei Nässe schwer zu beherrschen, da infolge der hohen Leistung und insbesondere des hohen Drehmoments das Auto sehr zum Übersteuern neigt.
1995 erschien die Rennversion Viper GTS-R, die sich in den folgenden Jahren zu einem der erfolgreichsten Rennwagen aller Zeiten entwickelte.

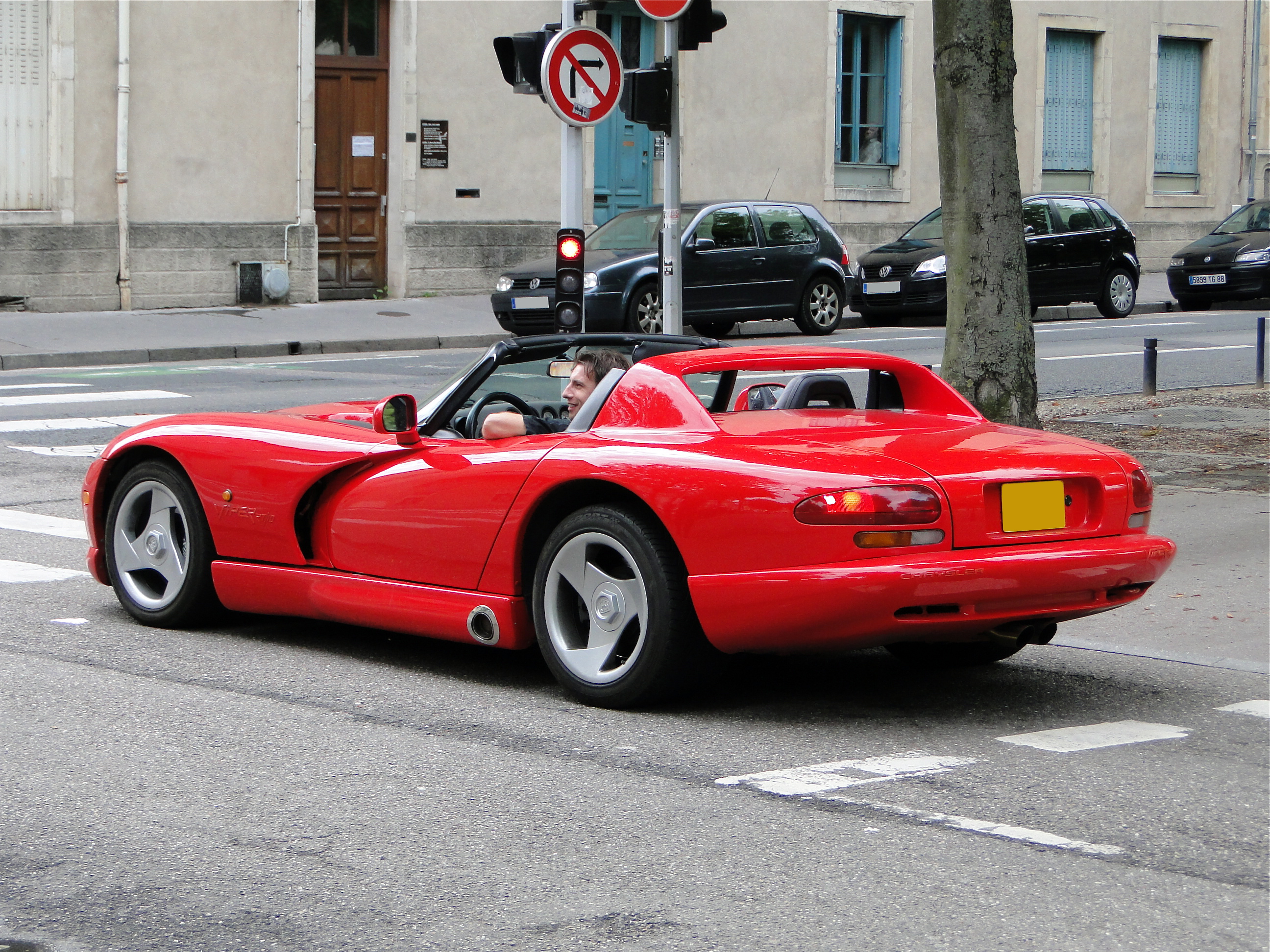
Heckansicht
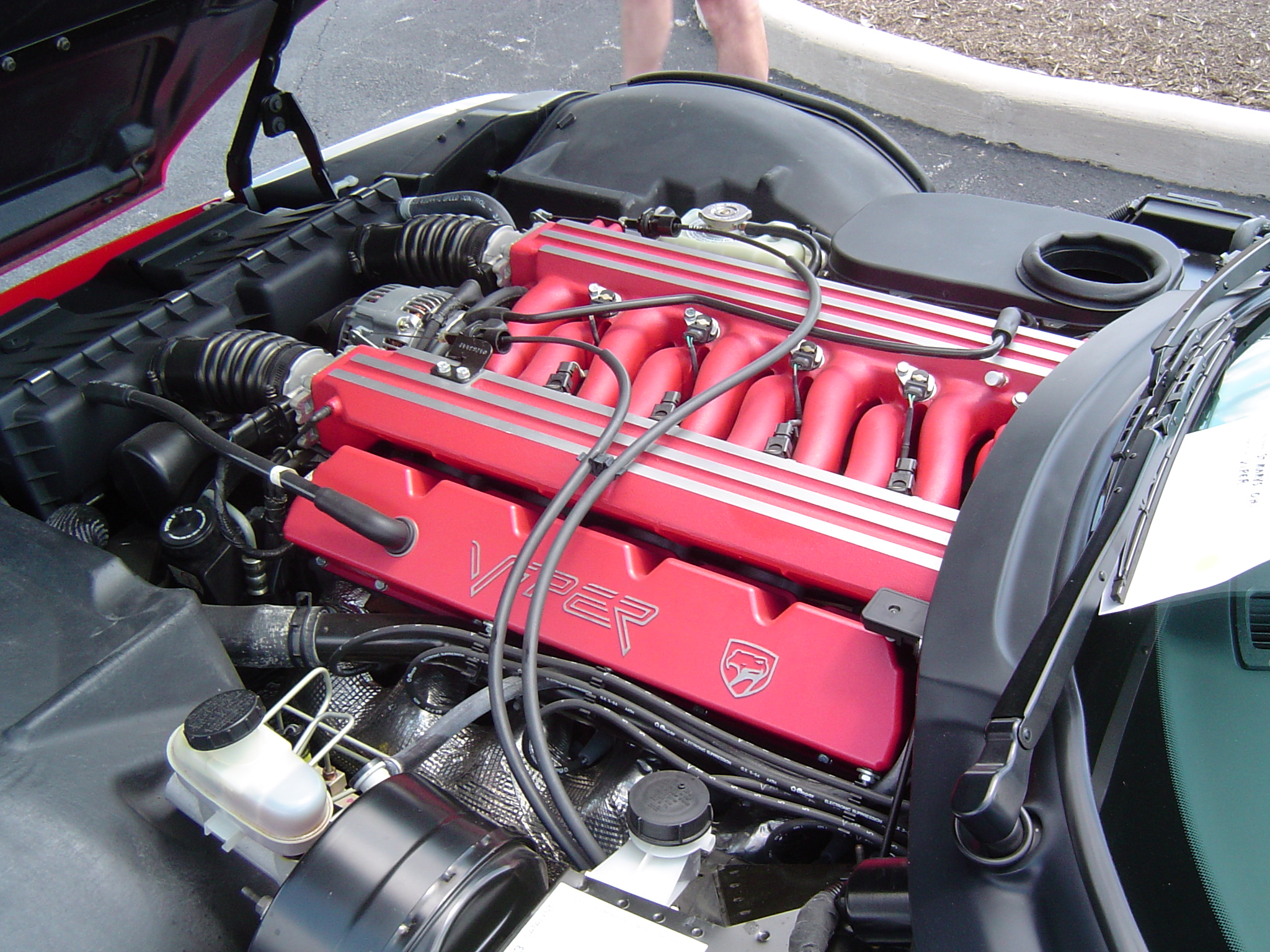
Motoransicht

### 2. Generation
Zum Modelljahr 1996 wurde die zweite Generation eingeführt. Sie unterscheidet sich optisch nur wenig von der ersten Generation, jedoch wurden unter anderem Fahrwerk und Innenraum überarbeitet. Die größte Neuerung war, dass es die Viper ab Mitte 1996 auch als Coupé gab (GTS). Es war anfangs nur in Dunkelblau-metallic mit weißen Zierstreifen lieferbar. Ein besonderes Designmerkmal war die Double Bubble-Dachkontur mit zwei Auswölbungen, die das Fahren mit Helm erleichterten.
Die Leistung des 8,0-Liter-Motors wurde auf 421 PS (310 kW) erhöht, ab dem Modelljahr 1998 leistete der V10-Motor 456 PS (335 kW), damit war das aerodynamisch günstigere GTS-Coupé bis zu 295 km/h schnell. Ebenfalls ab 1998 entfielen die „Sidepipes“ (Seitenauspuff), bis auf das Rennmodell hatten alle Varianten eine am Heck mittig sitzende zweiflutige Abgasanlage.
1999 erschien als Basismodell für den Clubrennsport die Viper ACR („American Club Racing“) mit serienmäßigem Überrollbügel und auf 467 PS gebrachtem Motor.
Ab 2001 war ABS in allen zivilen Viper-Versionen Teil der Serienausstattung.
Bis einschließlich 1998 wurden weltweit 8468 Viper verkauft, davon 1802 GTS. In Europa wurden sie unter dem Markennamen Chrysler angeboten.

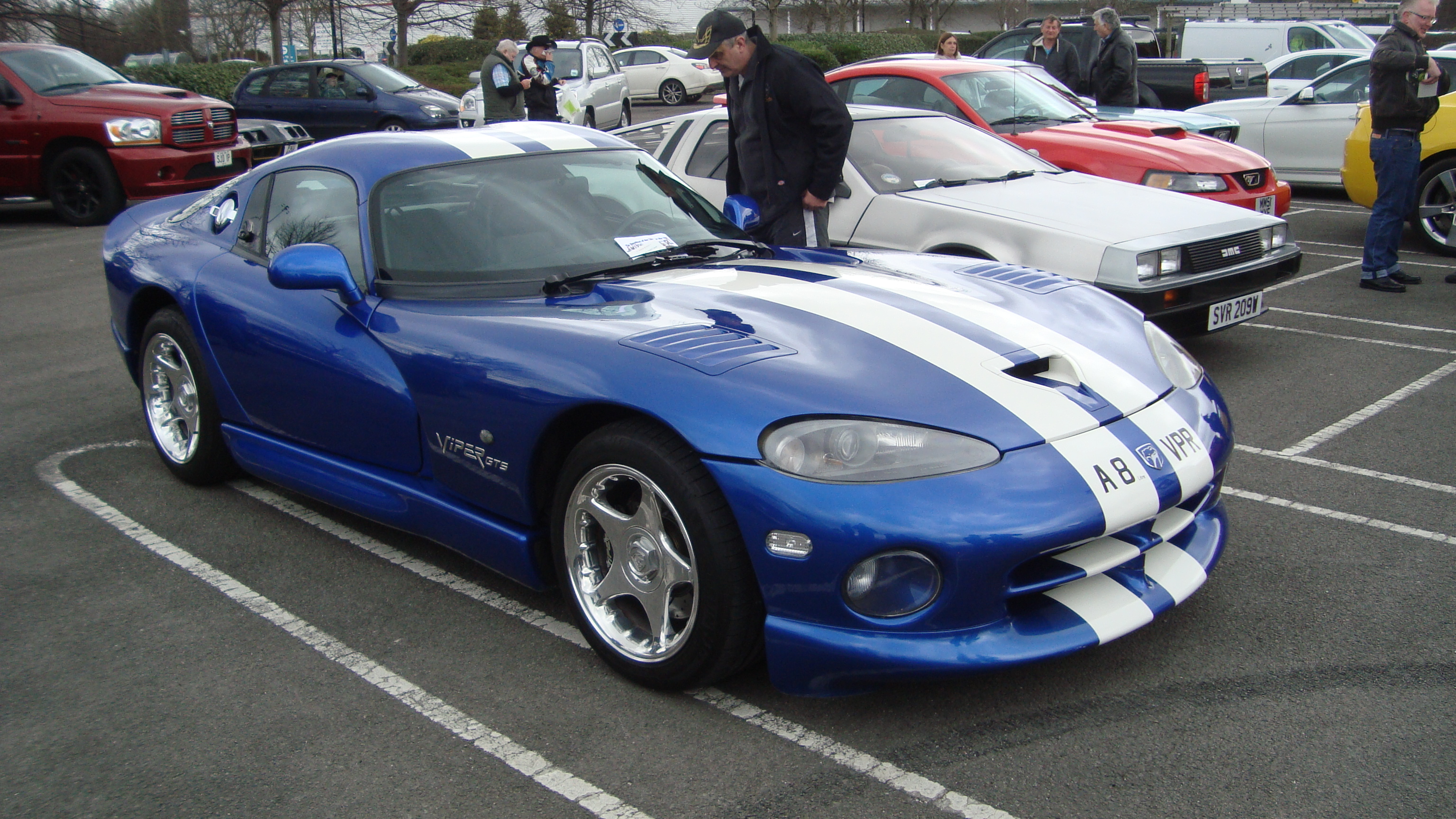
Viper GTS Coupé (2. Generation)
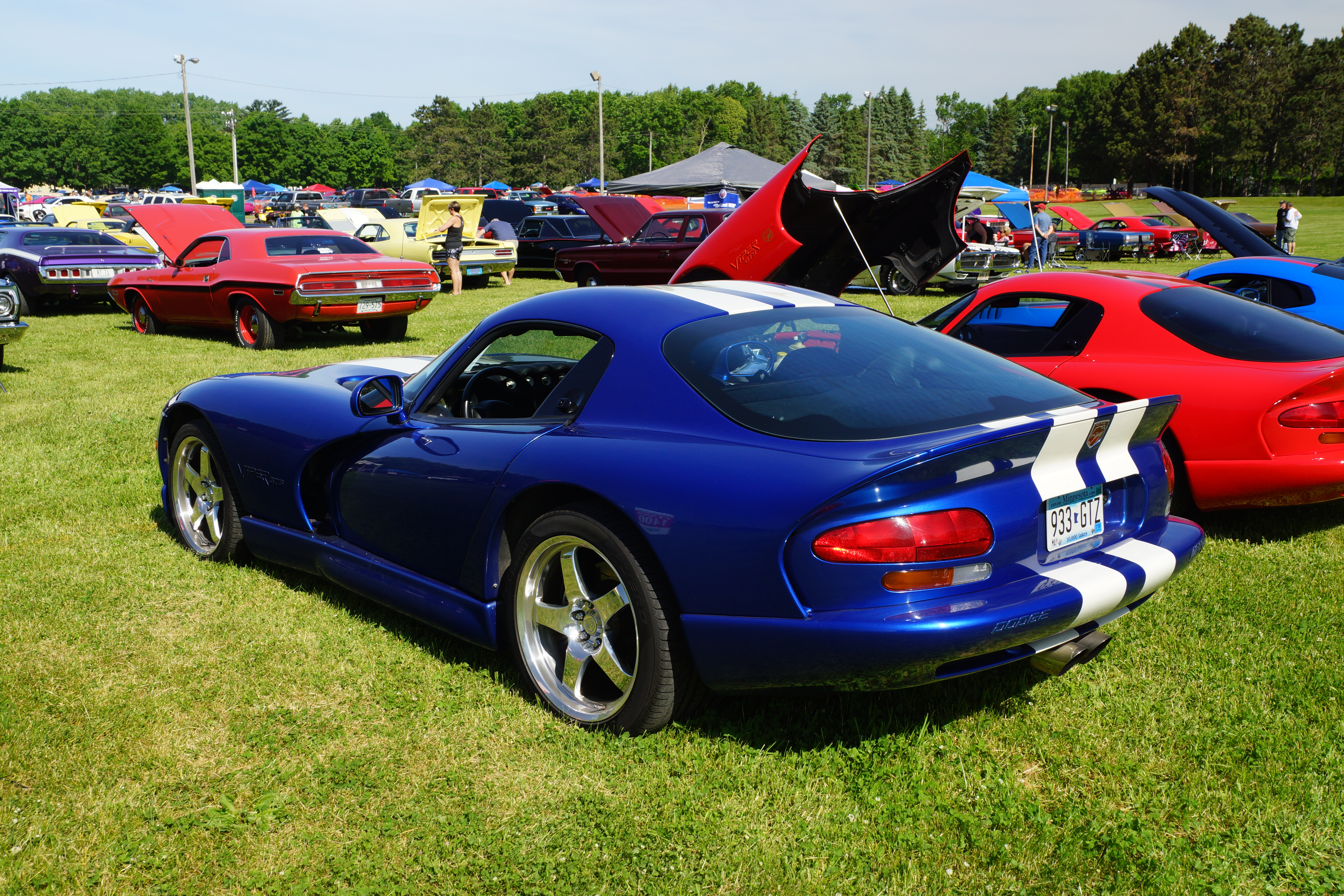
Heckansicht

### Modelle in Europa
- Chrysler Viper RT/10, 290 kW (394 PS, 1992–1995)

- Chrysler Viper GTS, 282 kW (384 PS, 1995–1997)
- Chrysler Viper GTS, 335 kW (456 PS, 1997–2002)

### Technische Daten (Viper GTS)
- Motor: flüssigkeitsgekühlter V10-Viertakt-Ottomotor
- Bohrung × Hub: 101,6 × 98,6 mm
- Hubraum: 7994 cm³
- Leistung: 335 kW (456 PS)
- Kraftübertragung: Sechs-Gang-Schaltgetriebe, Hinterradantrieb
- Chassis: Stahlrahmen mit Rohrhaupt- und Seitenträgern
- Aufhängung: Einzelradaufhängung vorne, mit Schraubenfedern; Hinterradaufhängung Einzelradaufhängung
- Bremsen: Scheibenbremsen
- Karosserie: Glasfaserverstärkter Kunststoff

## Viper SRT10 (2003–2010)

### 3. Generation
2003 stellte DaimlerChrysler unter dem Label Street and Racing Technology (SRT) eine neu gestaltete Version vor, die Viper SRT10. Der Motor wurde auf 8,3 Liter Hubraum vergrößert, die Nennleistung auf 372 kW (506 PS) und das maximale Drehmoment auf 711 Nm erhöht. Damit erreicht sie eine Höchstgeschwindigkeit von 306 km/h. Von dieser Version wurden von Chrysler  Deutschland nur 188 Exemplare verkauft (2002–2010), diese verfügten über keine Sidepipes (Auspuffendrohre stattdessen am Heck), geänderte Scheinwerferausleuchtung, Scheinwerferwaschanlage und einen km/h-Tacho, um die deutsche Straßenverkehrs-Zulassungs-Ordnung zu erfüllen. Der Grundpreis betrug 115.000 Euro.
Wieder wurde zunächst nur der Roadster angeboten, die geschlossene Variante wurde 2005 auf der Detroit Auto Show vorgestellt. Der Verkauf erfolgte ab 2006 als Viper SRT-10 Coupe. Das Coupé trug wieder die prägnanten „Viper-Streifen“ und erinnerte daher – und durch seine Proportionen – stark an den Vorgänger GTS. Auf europäischen Märkten wurde das Coupé offiziell nicht angeboten. Bemerkenswert ist, dass das Coupé auf dem vorhandenen Roadster-Chassis aufgebaut wurde. Mit der neuen Dachstruktur war das Coupé damit deutlich torsionssteifer als der Roadster.
Der Motor der Viper wurde von 2004 bis 2006 auch im Dodge Ram SRT-10 verbaut, wodurch dieser als schnellster Serien-Pick-up der Welt den Eintrag ins Guinness-Buch der Rekorde schaffte.

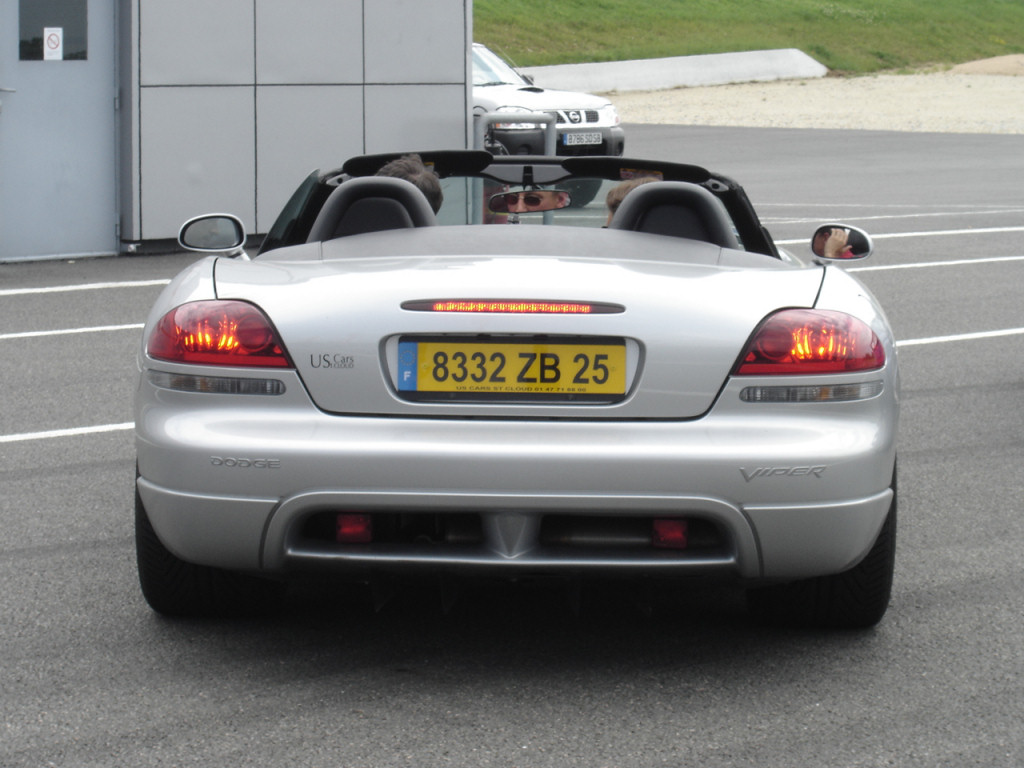
Heckansicht
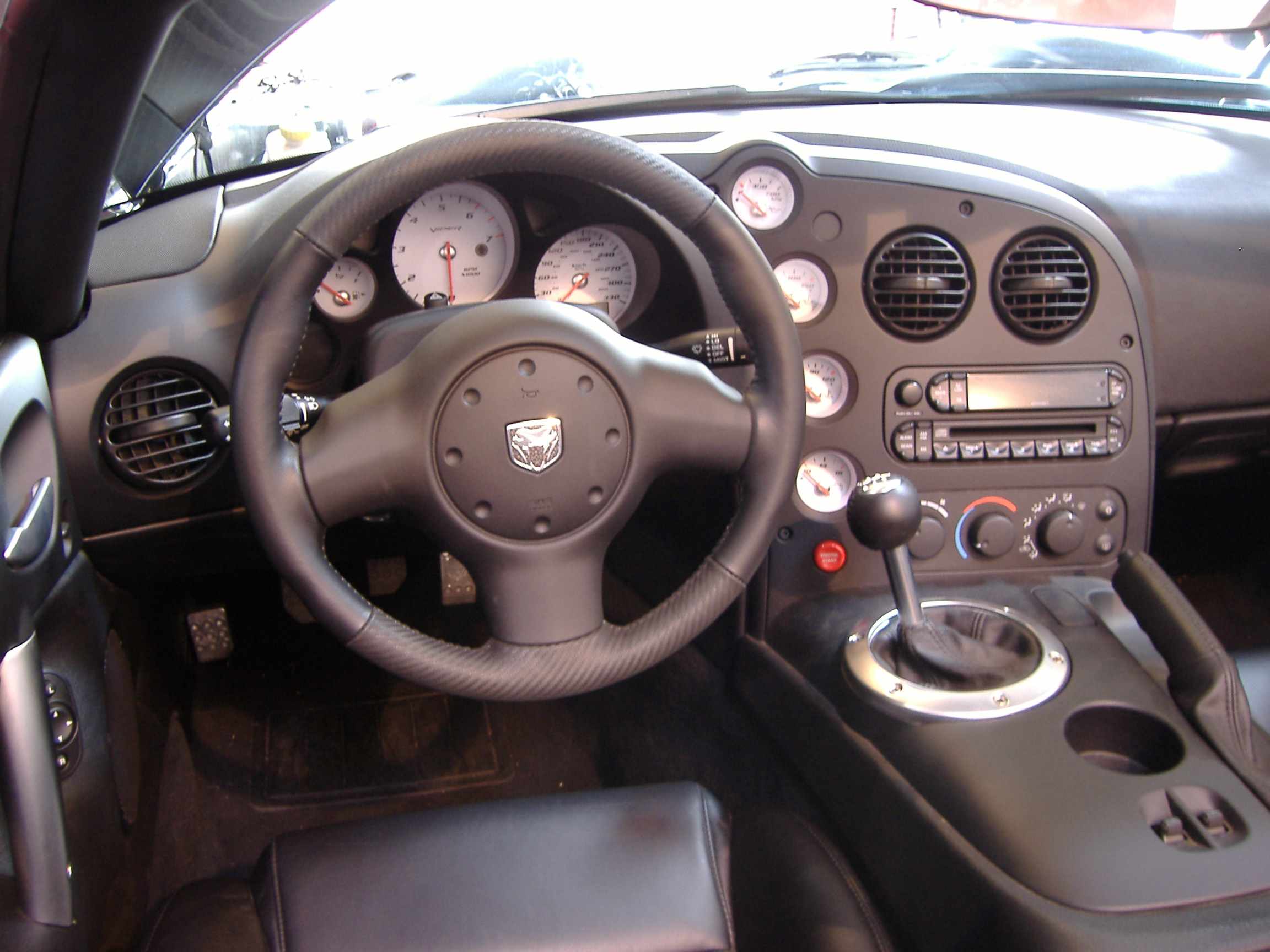
Cockpit
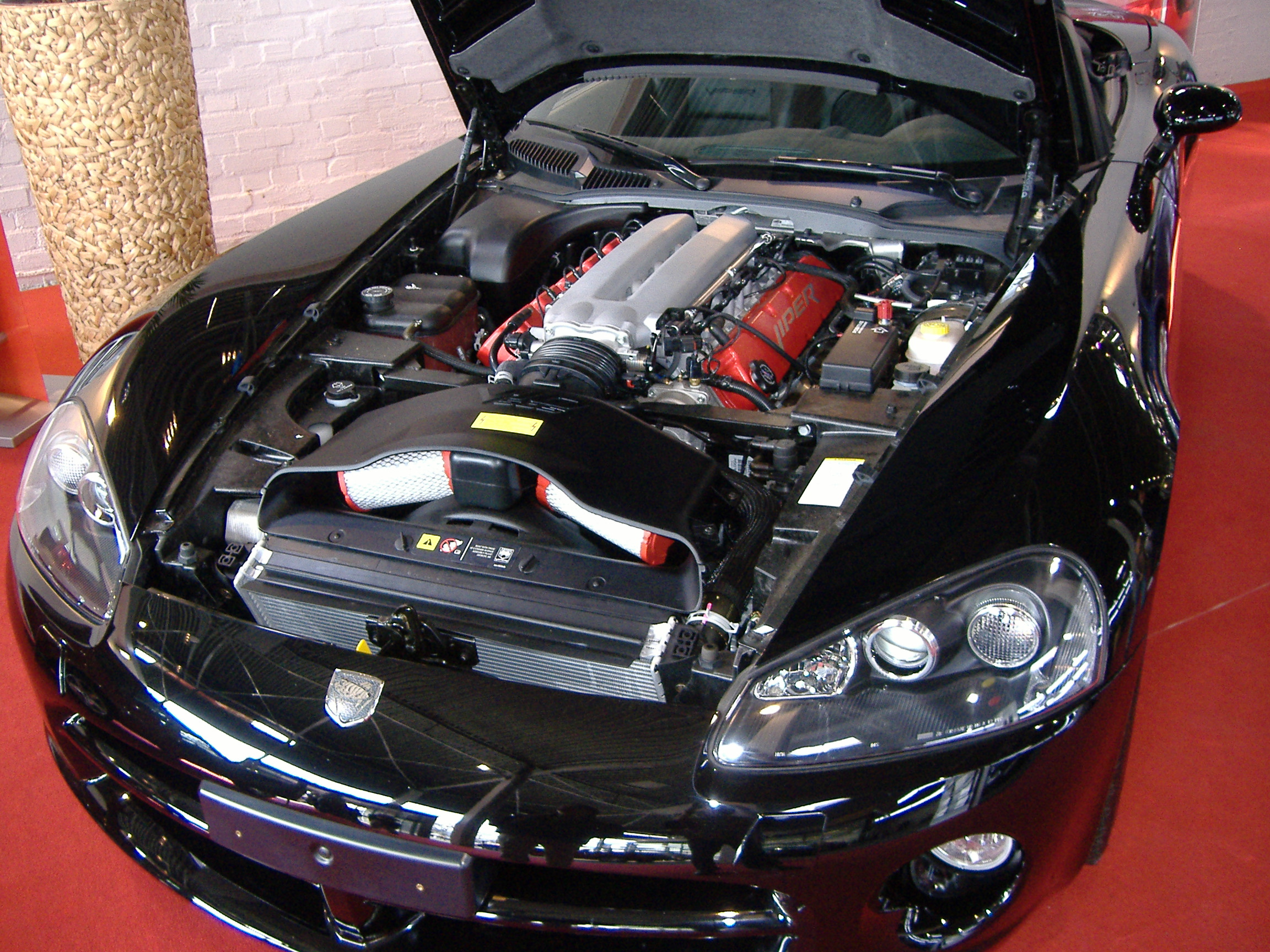
Motorraum
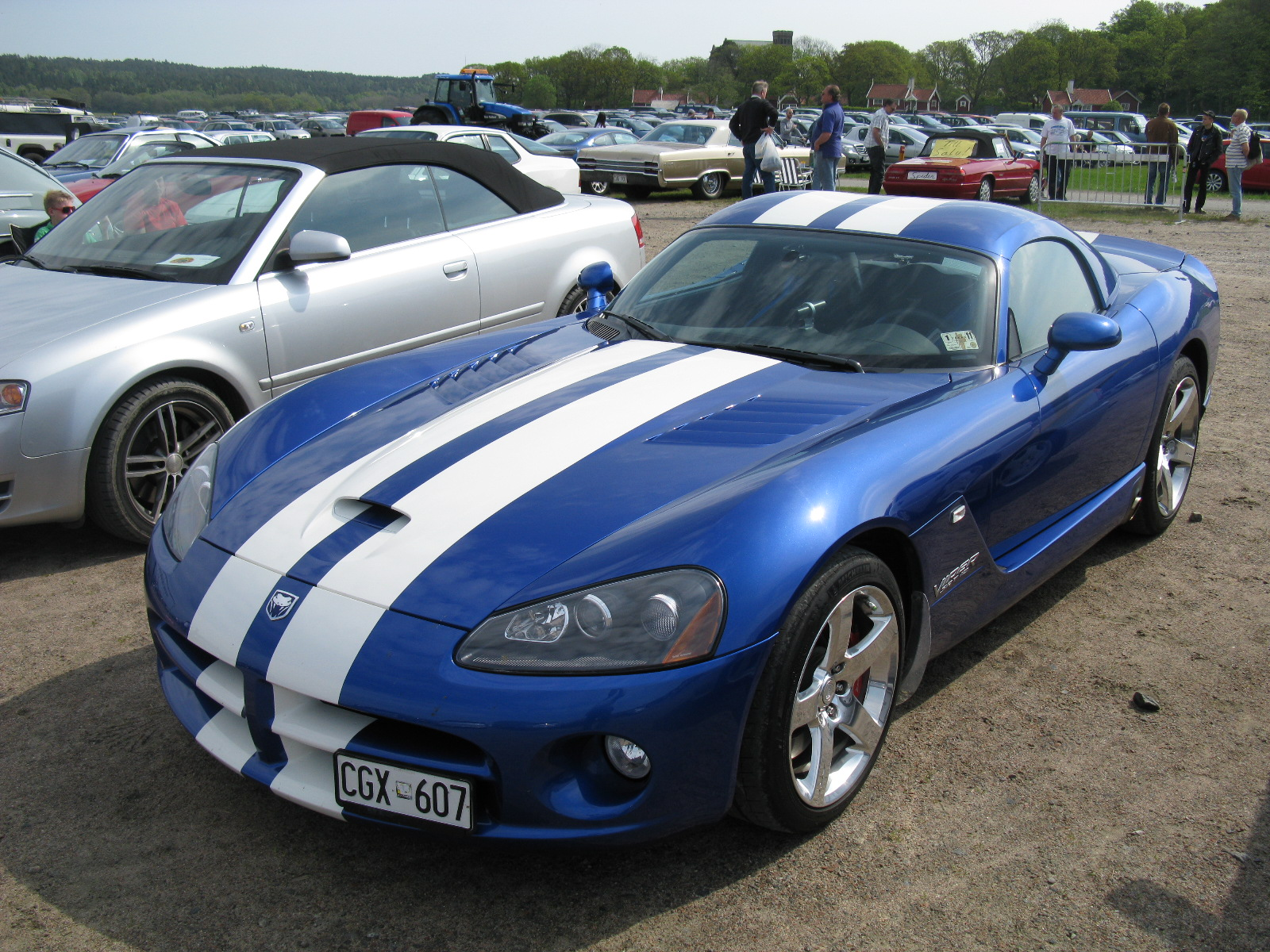
Coupé

### 4. Generation
Das Modelljahr 2007 wurde übersprungen, stattdessen gab es ab 2008 eine neue Generation der Dodge Viper, mit lediglich geringen optischen Änderungen. Ein Unterschied zwischen der dritten und vierten Generation der Viper ist etwa die belüftete Motorabdeckung. Die Viper hatte in Nordamerika nun einen 8,4-Liter-Motor mit 447 kW (612 PS) mit variabler Ventilsteuerung und einem maximalen Drehmoment von 760 Nm. Damit beschleunigt die Viper in 3,7 Sekunden auf 100 km/h und erreicht eine Höchstgeschwindigkeit von 326 km/h. 
Bis Ende 2010 blieb auch der 8,3-Liter-Motor mit 372 kW (506 PS) im Programm, danach wurde die Produktion der Viper eingestellt. Der Nachfolger wurde auf der Detroit Motor Show im Januar 2012 vorgestellt.

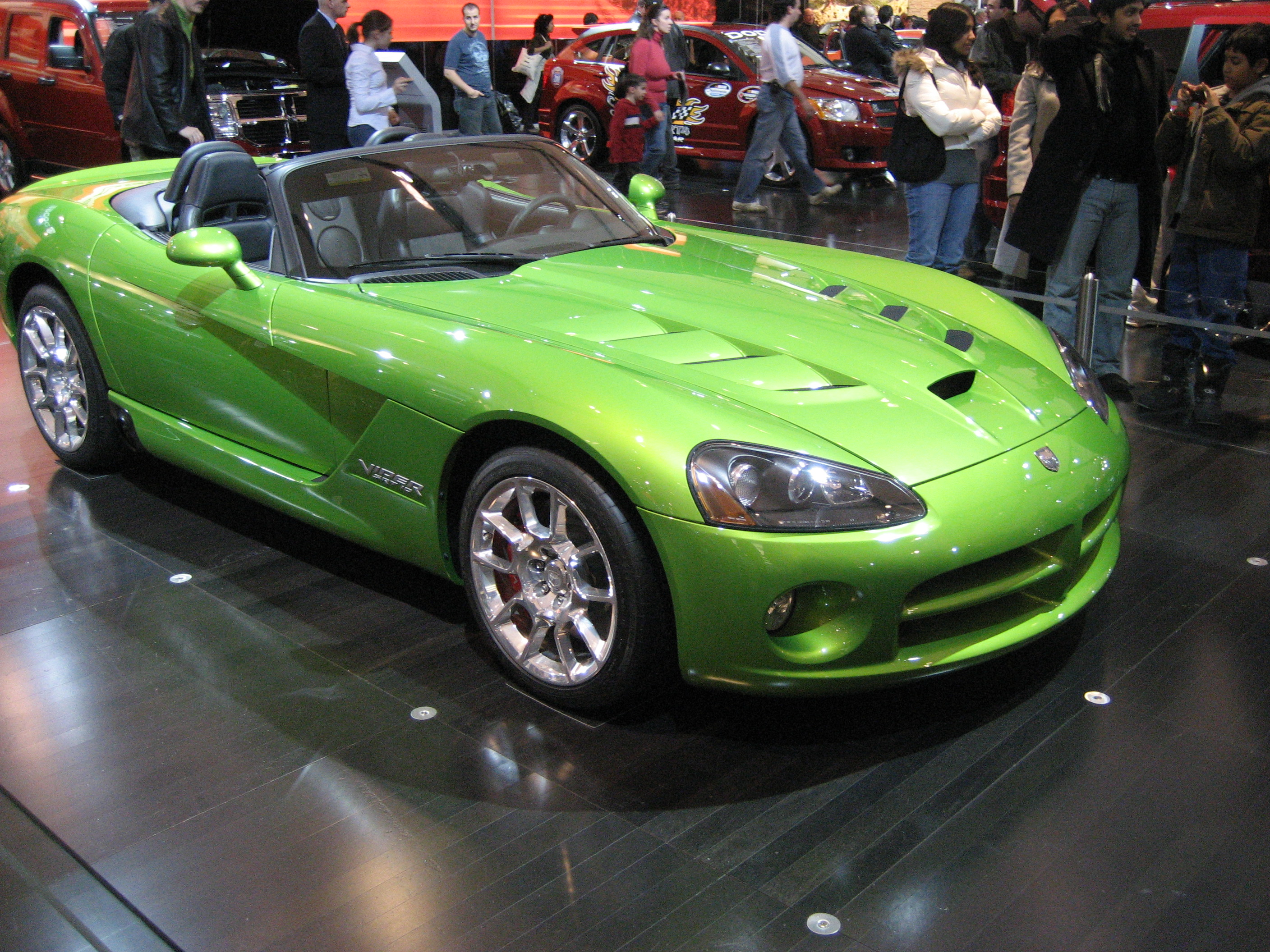
Roadster (4. Generation)
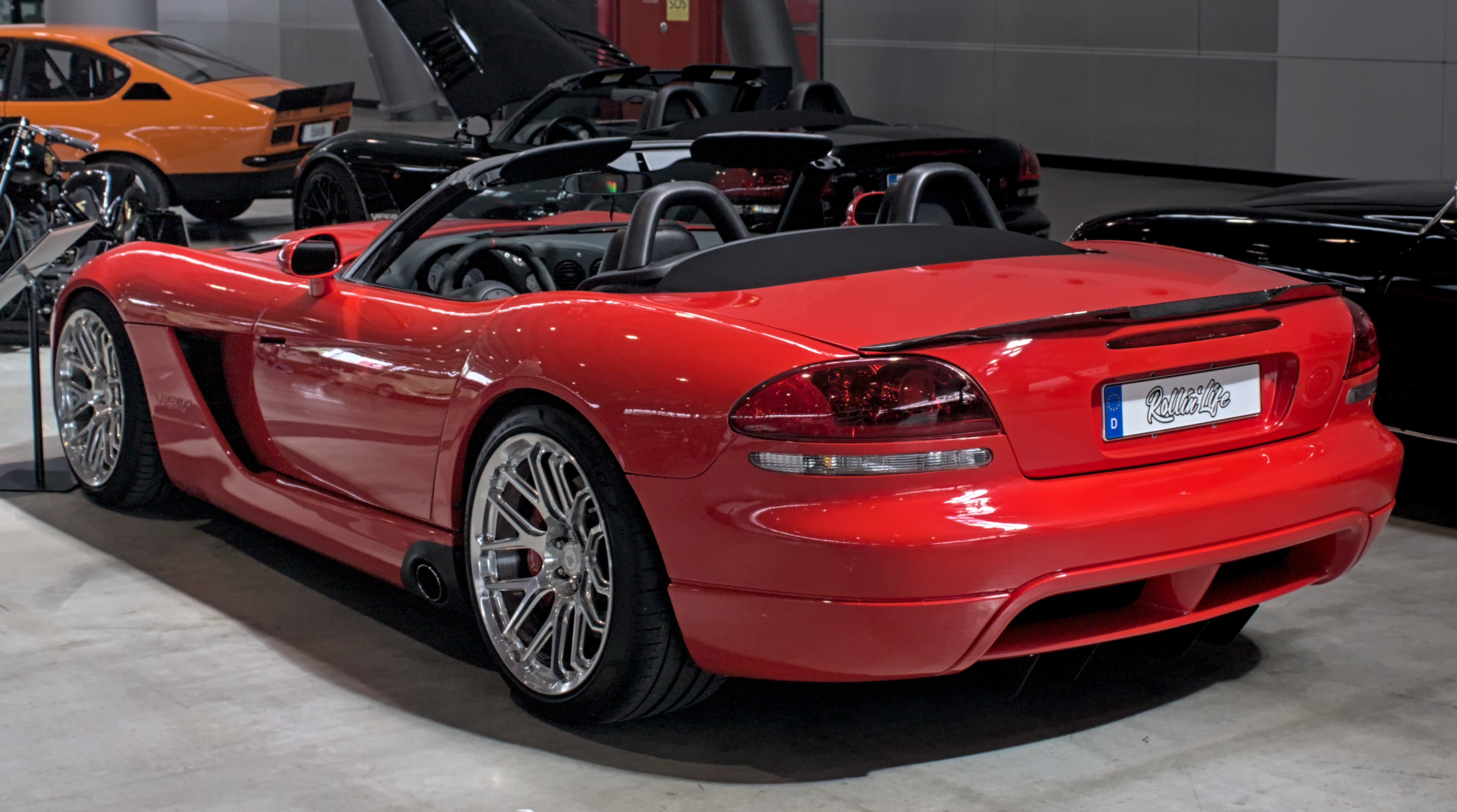
Heckansicht
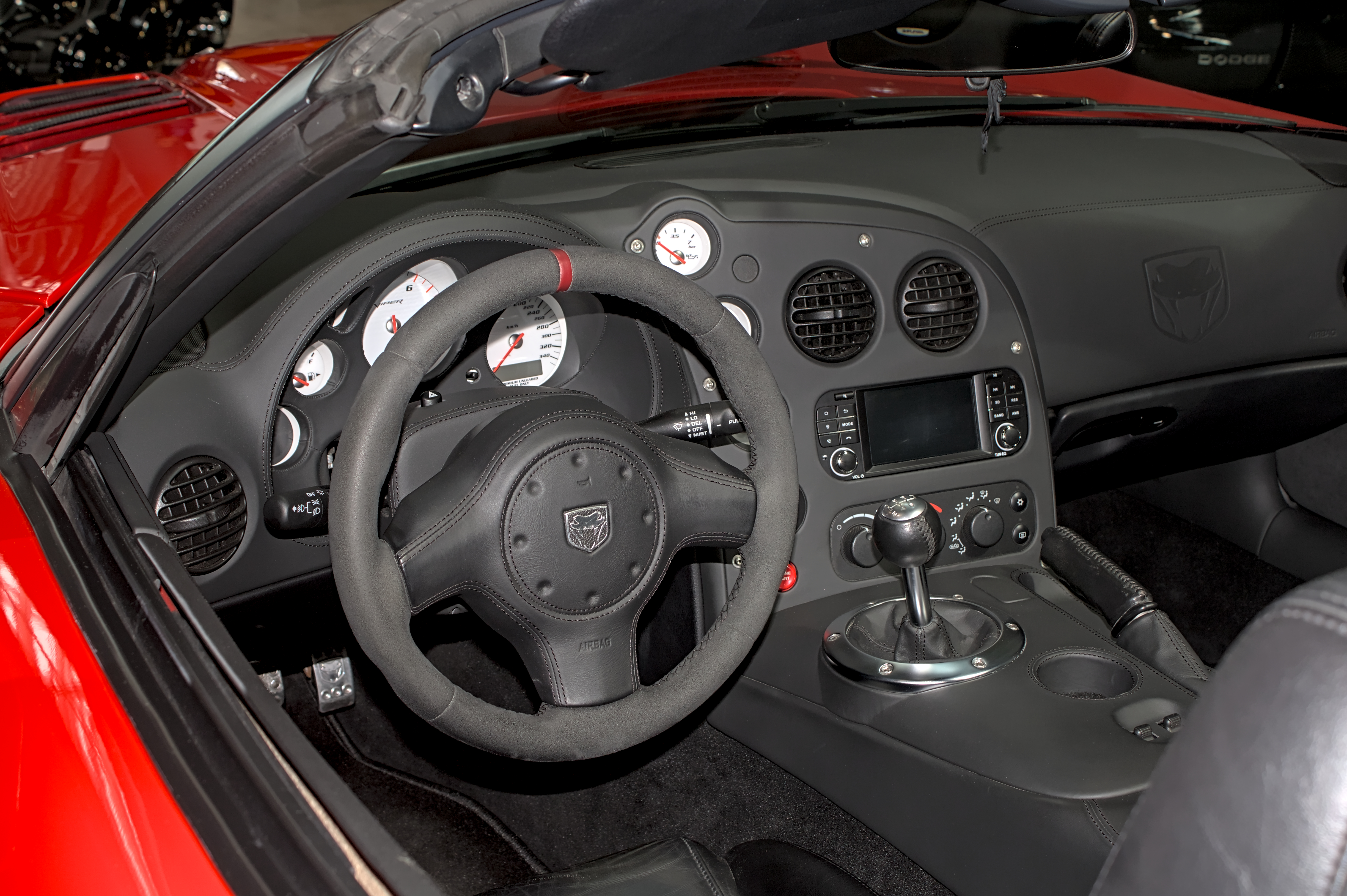
Cockpit
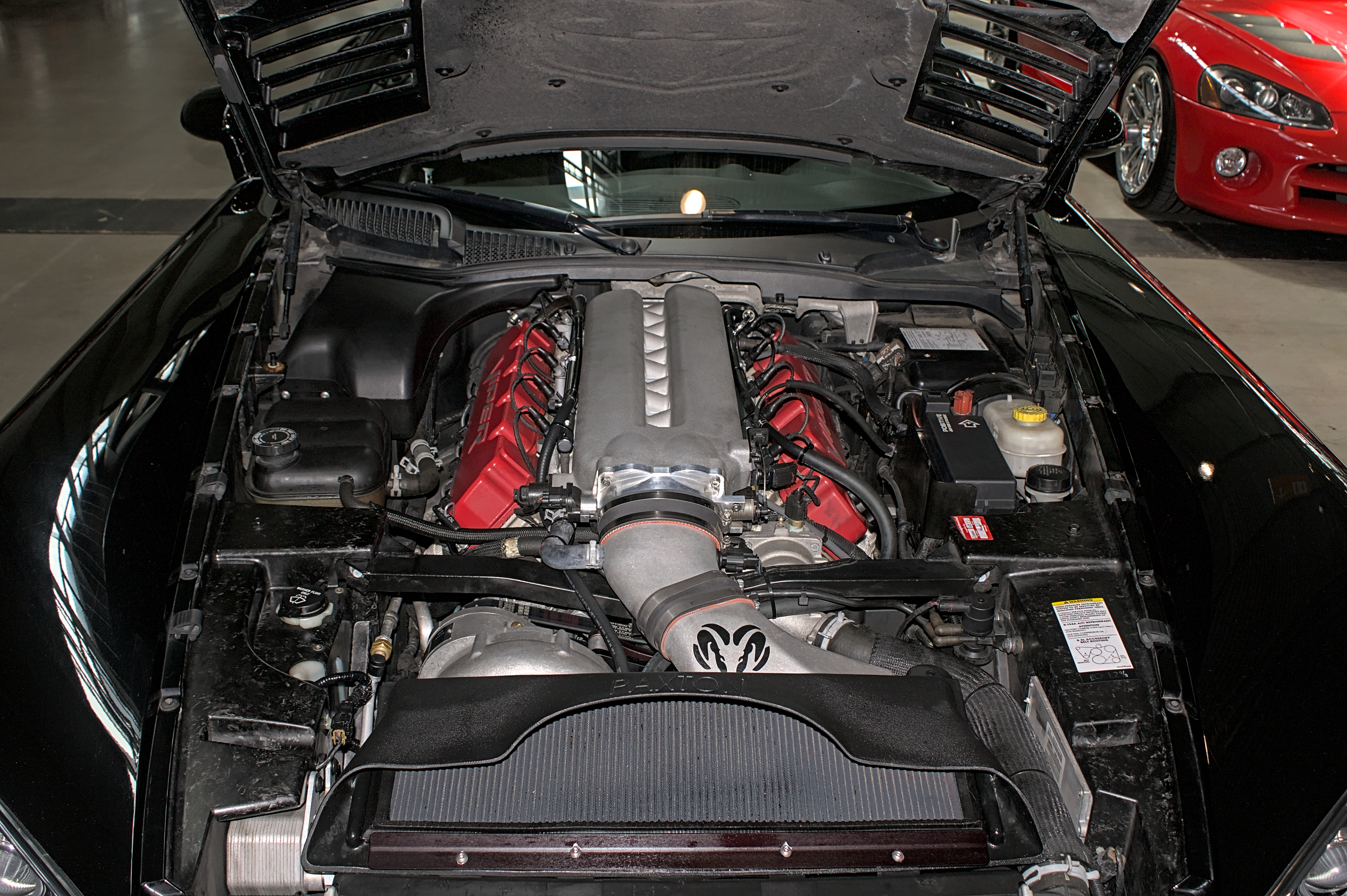
Motorraum
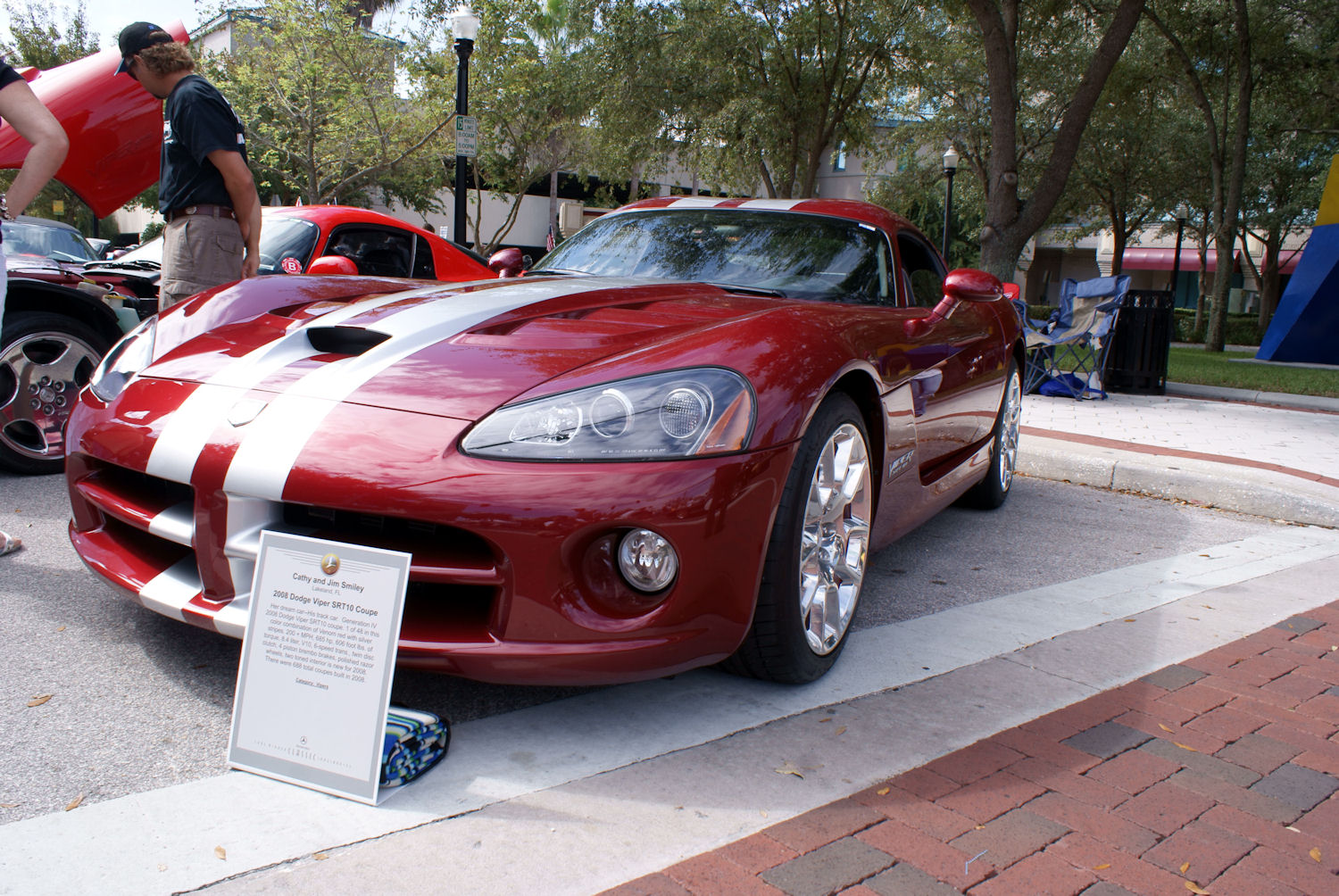
Coupé

### Technische Daten (3. und 4. Generation)
| Modell                       | 8.3 V10                  | 8.4 V10                  |
| Zylinderzahl                 | 10                       | 10                       |
| Hubraum (cm³)                | 8285                     | 8383                     |
| Max. Leistung (kW/PS)        | 372 (506) bei 5600 min−1 | 447 (612) bei 6100 min−1 |
| Max. Drehmoment (Nm)         | 711 bei 4200 min−1       | 760 bei 5000 min−1       |
| Höchstgeschwindigkeit (km/h) | 306–314                  | 325                      |
| Beschleunigung (0–100 km/h)  | 4,2 s                    | 3,6 s                    |
| Getriebe (Serienmäßig)       | 6-Gang-Schaltgetriebe    | 6-Gang-Schaltgetriebe    |
| Preis                        | 115.000 €                |                          |

### Aerodynamik
Auch der Aerodynamik wurde im Rahmen des Entwicklungsprozesses verstärkt Rechnung getragen. So vereint das Viper SRT-10 Coupé aufgrund seiner abfallenden Dachlinie und seines Heckklappen-Spoilers hohe Anpresskraft mit Hochgeschwindigkeitsstabilität. Die Karosserie des Dodge Viper SRT 10 Coupés hat mit dem Cabriolet gemein: Frontspoiler, Kotflügel, Motorhaube und Türen. Neben dem festen Dach und der Heckklappe hat das Dodge Viper SRT 10 Coupé noch spezielle Frontscheiben-Umrandungen, Seitenscheiben, Heckspoiler, Zierleisten und Rücklichter zu bieten.

„Für uns war es wichtig, beim Design auf Emotion zu setzen. Das Design des Dodge Viper SRT-10 Coupé sollte als Anlehnung an das ursprüngliche Viper GTS Coupé dennoch zeitgemäß sein. Der Besitzer eines Dodge Viper SRT 10 Coupés ist oft ein Rennfahrer, und das muss sein Fahrzeug bereits unmissverständlich zum Ausdruck bringen, wenn er im Leerlauf an einer roten Ampel steht. Man kann also sagen, dass das neue Design des Dodge Viper SRT 10 Coupé sehr viel über seinen einzigartigen Charakter aussagt, wobei die Leistung des Wagens so etwas wie das I-Tüpfelchen darstellt.“

### Rennsportmodell

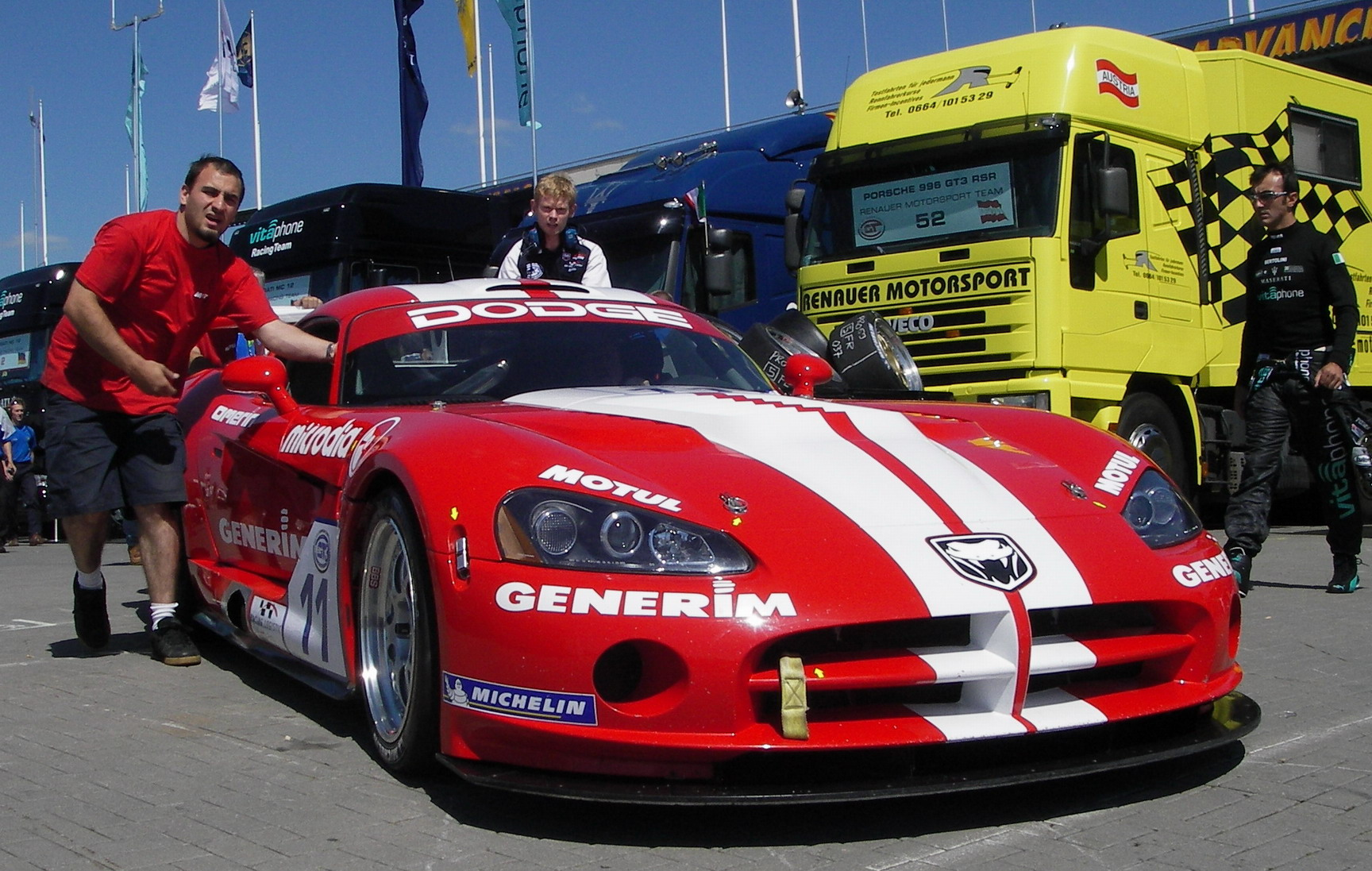
Dodge Viper Competition Coupé in der FIA-GT3-Meisterschaft 2006

Das Viper SRT-10 Competition Coupé ist nicht für den Straßenverkehr zugelassen. Entgegen seinem Vorgänger aus der GT2-Klasse wurde das Fahrzeug nach Richtlinien der Gruppe GT3 entwickelt, daher ist die Motorleistung nur wenig höher als beim Serienmodell. Das Gewicht hingegen wurde durch Weglassen aller für Rennen unwichtigen Komfortausstattung auf 1315 kg verringert. Es ist ausgestattet mit Überrollkäfig, Spezial-Tank und Leichtbau-Schalensitzen. Das Competition Coupé wird von verschiedenen Rennteams unter anderem in der FIA GT3-Europameisterschaft eingesetzt.

## Viper SRT (2012–2017)

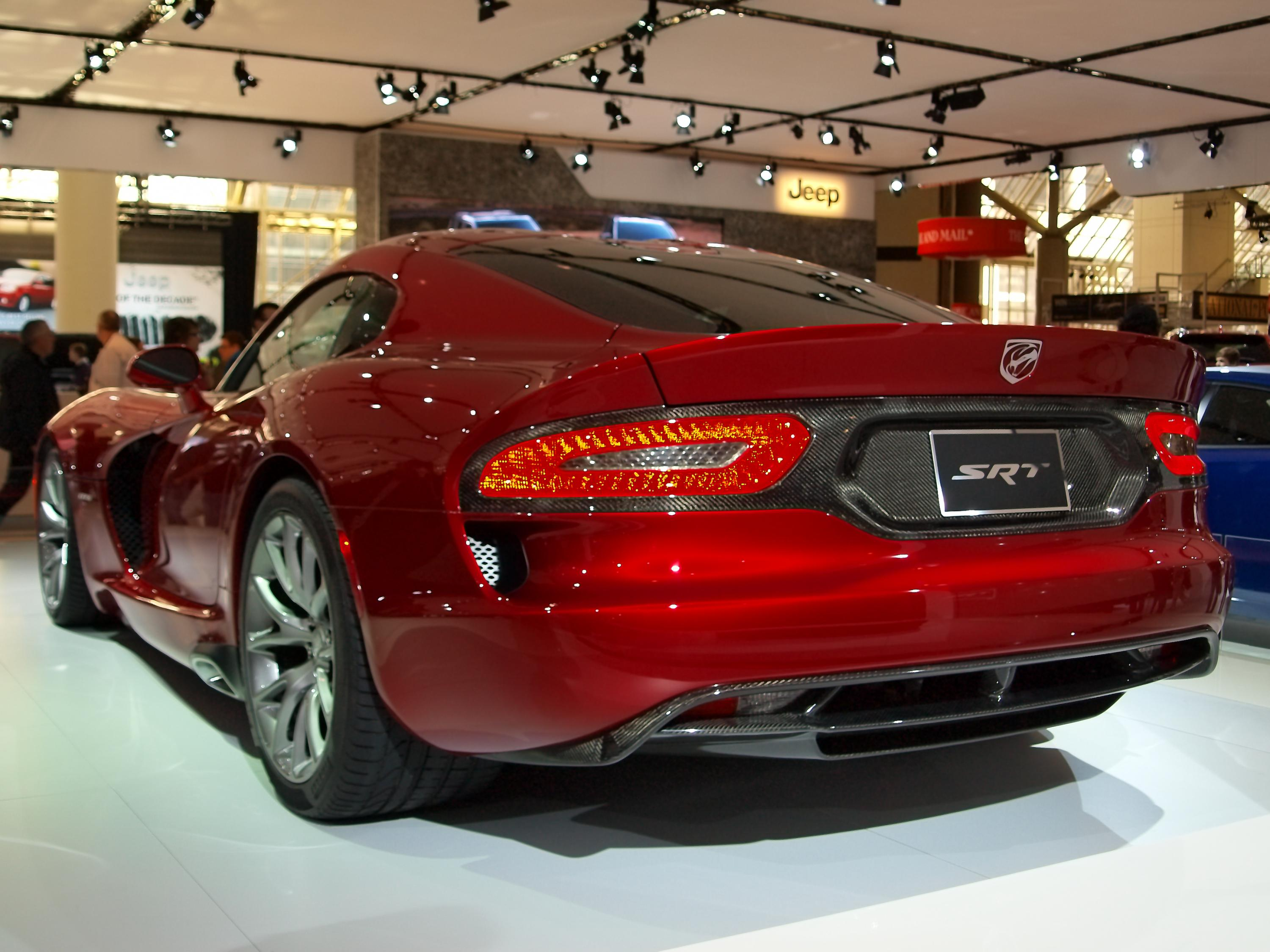
Heckansicht

Im April 2012 feierte die neue, fünfte Generation der Viper auf der New York International Auto Show Weltpremiere. Allerdings wurde die neue Generation weder als Dodge noch als Chrysler, sondern zunächst unter dem Sportlabel SRT vermarktet. Ab 2014 wurde das Modell in den USA wieder als Dodge angeboten („2015 Dodge Viper SRT“).
Ende 2012 gelangte die neue Viper zu den US-amerikanischen Händlern. Das Fahrzeug wurde in Auburn Hills entwickelt, allerdings waren auch Ferrari und Maserati an der Entwicklung beteiligt.
Ende November 2015 gab FiatChrysler bekannt, die Produktion der Dodge Viper 2017 einzustellen. Grund dafür sei die mangelnde Nachfrage. Im Jahr 2014 wurden 760 Exemplare des Kleinserienmodells verkauft. Das letzte Modell ist die Dodge Viper SRT ACR, welche 2016 erschien. Die Produktion der Dodge Viper wurde am 17. August 2017 eingestellt.

### Technische Daten
| Modell                                      | 8.4 V10                  |
| Hubraum (cm³)                               | 8382                     |
| Max. Leistung (kW/PS)                       | 477 (649) bei 5600 min−1 |
| Max. Drehmoment (Nm)                        | 814 bei 5000 min−1       |
| Höchstgeschwindigkeit                       | 330 km/h                 |
| Beschleunigung (0–100 km/h)                 | 3,9 s                    |
| Antrieb, serienmäßig                        | Hinterradantrieb         |
| Getriebe, serienmäßig                       | 6-Gang-Schaltgetriebe    |
| Kraftstoffverbrauch auf 100 km (kombiniert) | 15,4 l Super             |
| CO2-Emissionen (kombiniert)                 | 359 g/km                 |
| Tankinhalt                                  | 60 l                     |

## Trivia
- Die Fahrzeuge der ersten Generation wurden bis zum Jahr 1995 mit seitlich angebrachten Abgasendrohren ausgeliefert. Die letzten 300 Exemplare wurden 1995 im Beifahrerfußraum und der Motorhaube als Last Side Exhaust markiert.
- In der US-Version hat die Viper SRT-10 ebenfalls Sidepipes. Da Sidepipes in Europa teilweise nicht zugelassen waren, wurden alle Exemplare für den europäischen Markt einzeln in Bottrop bei Startech umgerüstet. Die Modelle ab 2006 wurden wiederum mit Sidepipes ausgeliefert, da Chrysler eine Sondergenehmigung erhielt.
- Auf dem Chassis der Viper basierten auch einige andere Sportwagen von Chrysler, jedoch blieben sie bisher alle im Prototypen-Stadium. Dazu gehören der Chrysler Firepower und der Dodge Copperhead. Ersterer hatte neben einem komplett geänderten Design statt des V10-Motors den bekannten 6,1-Liter-Hemi-V8 unter der Haube. Der Copperhead (auch bekannt als Dodge Concept Car) wurde mit einem Sechszylinder ausgerüstet und war im Gegensatz zum Firepower als Cabrio vorgesehen. Eine Serienproduktion folgte jedoch nicht, beide blieben reine Showcars.
- Die Viper wird auch in Videospielen dargestellt. U. a. taucht sie in der Need-for-Speed-Serie auf. Ebenso ist auf der Verpackung des Rennspiels N.I.C.E. 2 eine Viper im klassischen blau-weißen Design abgebildet.
- In der Fernsehserie Viper steht eine Dodge Viper RT/10 im Mittelpunkt. In späteren Staffeln wurde aus der RT/10 eine Viper GTS, nachdem die RT/10 zerstört wurde.
- Das Team Mintgen-Motorsport aus Mayen setzt 2011 in der Rennserie ADAC GT Masters ein Dodge Viper GT3 Competition Coupe ein. Die Rennversion wurde durch ein selbst entwickeltes Upgrade-Kit ergänzt.